# Athlétisme aux Jeux olympiques d'été de 1960, résultats détaillés
Cette page présente les résultats détaillés (finalistes) des épreuves d'athlétisme aux Jeux olympiques d'été de 1960 à Rome.
| Courses: 100 m - 200 m - 400 m - 800 m - 1 500 m - 5 000 m - 10 000 m Obstacles: 100 m haies - 110 m haies - 400 m haies - 3 000 m steeple Sauts: Hauteur - Longueur - Triple saut - Perche Lancers: Javelot - Disque - Poids - Marteau Relais: 4 × 100 m - 4 × 400 m Épreuves combinées: Décathlon - Pentathlon Légende - Liens externes |

## 100 m
| Rang | Athlète           | Pays                       | Temps  |
| ---- | ----------------- | -------------------------- | ------ |
| 1    | Armin Hary        | Équipe unifiée d'Allemagne | 10 s 2 |
| 2    | Dave Sime         | États-Unis                 | 10 s 2 |
| 3    | Peter Radford     | Royaume-Uni                | 10 s 3 |
| 4    | Enrique Figuerola | Cuba                       | 10 s 3 |
| 5    | Frank Budd        | États-Unis                 | 10 s 3 |
| 6    | Ray Norton        | États-Unis                 | 10 s 4 |

| Rang | Athlète               | Pays             | Temps  |
| ---- | --------------------- | ---------------- | ------ |
| 1    | Wilma Rudolph         | États-Unis       | 11 s 0 |
| 2    | Dorothy Hyman         | Royaume-Uni      | 11 s 3 |
| 3    | Giuseppina Leone      | Italie           | 11 s 3 |
| 4    | Mariya Itkina         | Union soviétique | 11 s 4 |
| 5    | Catherine Capdevielle | France           | 11 s 5 |
| 6    | Jennifer Smart        | Royaume-Uni      | 11 s 6 |

## 200 m
| Rang | Athlète        | Pays       | Temps  |
| ---- | -------------- | ---------- | ------ |
| 1    | Livio Berruti  | Italie     | 20 s 5 |
| 2    | Lester Carney  | États-Unis | 20 s 6 |
| 3    | Abdoulaye Seye | France     | 20 s 7 |
| 4    | Marian Foik    | Pologne    | 20 s 8 |
| 5    | Stone Johnson  | États-Unis | 20 s 8 |
| 6    | Ray Norton     | États-Unis | 20 s 9 |

| Rang | Athlète             | Pays                       | Temps  |
| ---- | ------------------- | -------------------------- | ------ |
| 1    | Wilma Rudolph       | États-Unis                 | 24 s 0 |
| 2    | Jutta Heine         | Équipe unifiée d'Allemagne | 24 s 4 |
| 3    | Dorothy Hyman       | Royaume-Uni                | 24 s 7 |
| 4    | Mariya Itkina       | Union soviétique           | 24 s 7 |
| 5    | Barbara Janiszewska | Pologne                    | 24 s 8 |
| 6    | Giuseppina Leone    | Italie                     | 24 s 9 |

## 400 m
| Rang | Athlète              | Pays                       | Temps       |
| ---- | -------------------- | -------------------------- | ----------- |
| 1    | Otis Davis           | États-Unis                 | 44 s 9 (WR) |
| 2    | Carl Kaufmann        | Équipe unifiée d'Allemagne | 44 s 9 (WR) |
| 3    | Malcolm Clive Spence | Afrique du Sud             | 45 s 5      |
| 4    | Milkha Singh         | Inde                       | 45 s 6      |
| 5    | Manfred Kinder       | Équipe unifiée d'Allemagne | 45 s 9      |
| 6    | Earl Young           | États-Unis                 | 45 s 9      |

## 800 m
| Rang | Athlète              | Pays                       | Temps             |
| ---- | -------------------- | -------------------------- | ----------------- |
| 1    | Peter Snell          | Nouvelle-Zélande           | 1 min 46 s 3 (RO) |
| 2    | Roger Moens          | Belgique                   | 1 min 46 s 5      |
| 3    | George Kerr          | Indes occidentales         | 1 min 47 s 1      |
| 4    | Paul Schmidt         | Équipe unifiée d'Allemagne | 1 min 47 s 6      |
| 5    | Christian Wägli      | Suisse                     | 1 min 48 s 1      |
| 6    | Manfred Matuschewski | Équipe unifiée d'Allemagne | 1 min 52 s 0      |

| Rang | Athlète           | Pays                       | Temps            |
| ---- | ----------------- | -------------------------- | ---------------- |
| 1    | Ludmila Shevtsova | Union soviétique           | 2 min 4 s 3 (RM) |
| 2    | Brenda Jones      | Australie                  | 2 min 4 s 4      |
| 3    | Ursula Donath     | Équipe unifiée d'Allemagne | 2 min 5 s 6      |
| 4    | Vera Kummerfeldt  | Équipe unifiée d'Allemagne | 2 min 5 s 9      |
| 5    | Antje Gleichfeld  | Équipe unifiée d'Allemagne | 2 min 6 s 5      |
| 6    | Joy Jordan        | Royaume-Uni                | 2 min 7 s 8      |
| 7    | Gizella Csóka     | Hongrie                    | 2 min 8 s 0      |
| 8    | Beata Żbikowska   | Pologne                    | 2 min 11 s 8     |

## 1 500 m
| Rang | Athlète            | Pays       | Temps             |
| ---- | ------------------ | ---------- | ----------------- |
| 1    | Herb Elliott       | Australie  | 3 min 35 s 6 (WR) |
| 2    | Michel Jazy        | France     | 3 min 38 s 4      |
| 3    | István Rózsavölgyi | Hongrie    | 3 min 39 s 2      |
| 4    | Dan Waern          | Suède      | 3 min 40 s 0      |
| 5    | Zoltan Vamos       | Roumanie   | 3 min 40 s 8      |
| 6    | Dyrol Burleson     | États-Unis | 3 min 40 s 9      |
| 7    | Michel Bernard     | France     | 3 min 41 s 5      |
| 8    | Jim Grelle         | États-Unis | 3 min 45 s 0      |

## 5 000 m
| Rang | Athlète          | Pays                       | Temps         |
| ---- | ---------------- | -------------------------- | ------------- |
| 1    | Murray Halberg   | Nouvelle-Zélande           | 13 min 43 s 4 |
| 2    | Hans Grodotzki   | Équipe unifiée d'Allemagne | 13 min 43 s 6 |
| 3    | Kazimierz Zimny  | Pologne                    | 13 min 44 s 8 |
| 4    | Friedrich Janke  | Équipe unifiée d'Allemagne | 13 min 46 s 8 |
| 5    | Dave Power       | Australie                  | 13 min 51 s 8 |
| 6    | Nyandika Maiyoro | Kenya                      | 13 min 52 s 8 |
| 7    | Michel Bernard   | France                     | 14 min 4 s 2  |
| 8    | Horst Flosbach   | Équipe unifiée d'Allemagne | 14 min 6 s 6  |

## 10 000 m
| Rang | Athlète              | Pays                       | Temps              |
| ---- | -------------------- | -------------------------- | ------------------ |
| 1    | Pyotr Bolotnikov     | Union soviétique           | 28 min 32 s 2 (OR) |
| 2    | Hans Grodotzki       | Équipe unifiée d'Allemagne | 28 min 37 s 0      |
| 3    | Dave Power           | Australie                  | 28 min 38 s 2      |
| 4    | Aleksey Desyatchikov | Union soviétique           | 28 min 39 s 6      |
| 5    | Murray Halberg       | Nouvelle-Zélande           | 28 min 48 s 5      |
| 6    | Max Truex            | États-Unis                 | 28 min 50 s 2      |
| 7    | Zdislaw Krzyszkowiak | Pologne                    | 28 min 52 s 4      |
| 8    | John Merriman        | Royaume-Uni                | 28 min 52 s 6      |

## Marathon

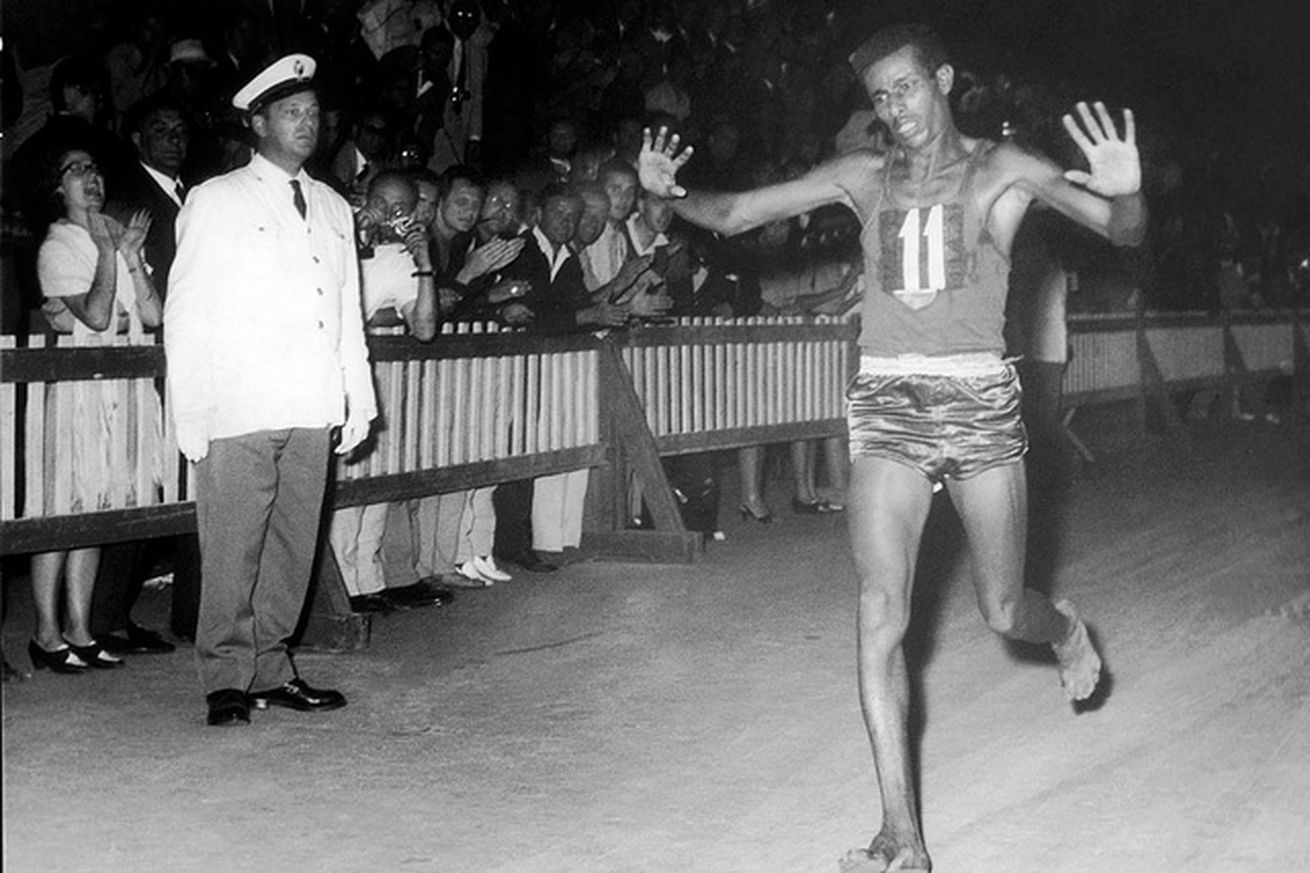
Abebe Bikila finissant le marathon olympique

.
| Rang | Athlète             | Pays             | Temps             |
| ---- | ------------------- | ---------------- | ----------------- |
| 1    | Abebe Bikila        | Éthiopie         | 2 h 15 min 16 s 2 |
| 2    | Abdeslam Radi       | Maroc            | 2 h 15 min 41 s 6 |
| 3    | Barry Magee         | Nouvelle-Zélande | 2 h 17 min 18 s 2 |
| 4    | Konstantin Vorobyev | Union soviétique | 2 h 19 min 9 s 6  |
| 5    | Sergey Popov        | Union soviétique | 2 h 19 min 18 s 8 |
| 6    | Thyge Thøgersen     | Danemark         | 2 h 21 min 3 s 4  |
| 7    | Abebe Wakgira       | Éthiopie         | 2 h 21 min 9 s 4  |
| 8    | Bakir Benaissa      | Maroc            | 2 h 21 min 21 s 4 |

## 110 m haies / 80 m haies
| Rang | Athlète             | Pays                       | Temps  |
| ---- | ------------------- | -------------------------- | ------ |
| 1    | Lee Calhoun         | États-Unis                 | 13 s 8 |
| 2    | Willie May          | États-Unis                 | 13 s 8 |
| 3    | Hayes Jones         | États-Unis                 | 14 s 0 |
| 4    | Martin Lauer        | Équipe unifiée d'Allemagne | 14 s 0 |
| 5    | Keith Gardner       | Indes occidentales         | 14 s 4 |
| 6    | Valentin Chistyakov | Union soviétique           | 14 s 6 |

| Rang | Athlète           | Pays                       | Temps  |
| ---- | ----------------- | -------------------------- | ------ |
| 1    | Irina Press       | Union soviétique           | 10 s 8 |
| 2    | Carole Quinton    | Royaume-Uni                | 10 s 9 |
| 3    | Gisela Birkemeyer | Équipe unifiée d'Allemagne | 11 s 0 |
| 4    | Mary Bignal       | Royaume-Uni                | 11 s 1 |
| 5    | Galina Bystrova   | Union soviétique           | 11 s 2 |
| 6    | Rimma Kosheleva   | Union soviétique           | 11 s 2 |

## 400 m haies
| Rang | Athlète         | Pays                       | Temps       |
| ---- | --------------- | -------------------------- | ----------- |
| 1    | Glenn Davis     | États-Unis                 | 49 s 3 (OR) |
| 2    | Clifton Cushman | États-Unis                 | 49 s 6      |
| 3    | Dick Howard     | États-Unis                 | 49 s 7      |
| 4    | Helmut Janz     | Équipe unifiée d'Allemagne | 49 s 9      |
| 5    | Jussi Rintamäki | Finlande                   | 50 s 8      |
| 6    | Bruno Galliker  | Suisse                     | 51 s 0      |

## 3 000 m steeple
| Rang | Athlète               | Pays                       | Temps             |
| ---- | --------------------- | -------------------------- | ----------------- |
| 1    | Zdzisław Krzyszkowiak | Pologne                    | 8 min 34 s 2 (OR) |
| 2    | Nikolay Sokolov       | Union soviétique           | 8 min 36 s 4      |
| 3    | Semyon Rzhishchin     | Union soviétique           | 8 min 42 s 2      |
| 4    | Gaston Roelants       | Belgique                   | 8 min 47 s 6      |
| 5    | Gunnar Tjörnebo       | Suède                      | 8 min 56 s 6      |
| 6    | Ludwig Müller         | Équipe unifiée d'Allemagne | 9 min 1 s 6       |
| 7    | Deacon Jones          | États-Unis                 | 9 min 18 s 2      |
| 8    | Aleksey Konov         | Union soviétique           | 9 min 18 s 2      |

## 4 × 100 m
| Rang | Athlète                                                             | Pays                       | Temps   |
| ---- | ------------------------------------------------------------------- | -------------------------- | ------- |
| 1    | Bernd Cullmann Armin Hary Walter Mahlendorf Martin Lauer            | Équipe unifiée d'Allemagne | 39 s 66 |
| 2    | Gusman Kosanov Leonid Bartenev Yuriy Konovalov Edvīns Ozoliņš       | Union soviétique           | 40 s 24 |
| 3    | Peter Radford David Jones David Segal Nick Whitehead                | Royaume-Uni                | 40 s 32 |
| 4    | Armando Sardi Pier Giorgio Cazzola Salvatore Giannone Livio Berruti | Italie                     | 40 s 33 |
| 5    | Clive Bonas Lloyd Murad Emilio Romero Rafael Romero                 | Venezuela                  | 40 s 83 |
| -    | Frank Budd Ray Norton Stone Johnson Dave Sime                       | États-Unis                 | DSQ     |

| Rang | Athlète                                                                    | Pays                       | Temps   |
| ---- | -------------------------------------------------------------------------- | -------------------------- | ------- |
| 1    | Martha Hudson Lucinda Williams Barbara Jones Wilma Rudolph                 | États-Unis                 | 44 s 72 |
| 2    | Martha Langbein Anni Biechl Brunhilde Hendrix Jutta Heine                  | Équipe unifiée d'Allemagne | 45 s 00 |
| 3    | Teresa Ciepły Barbara Janiszewska Celina Jesionowska Halina Richter        | Pologne                    | 45 s 19 |
| 4    | Vera Kalashnikova-Krepkina Valentina Maslovskaya Mariya Itkina Irina Press | Union soviétique           | 45 s 39 |
| 5    | Letizia Bertoni Sandra Valenti Piera Tizzoni Giuseppina Leone              | Italie                     | 45 s 80 |
| -    | Carole Quinton Dorothy Hyman Jenny Smart Mary Bignal-Rand                  | Royaume-Uni                | DNF     |

## 4 × 400 m
| Rang | Athlète                                                       | Pays                       | Temps             |
| ---- | ------------------------------------------------------------- | -------------------------- | ----------------- |
| 1    | Jack Yerman Earl Young Glenn Davis Otis Davis                 | États-Unis                 | 3 min 2 s 37 (WR) |
| 2    | Joachim Reske Manfred Kinder Jo Kaiser Carl Kaufmann          | Équipe unifiée d'Allemagne | 3 min 2 s 84      |
| 3    | Malcolm Spence Jim Wedderburn Keith Gardner George Kerr       | Indes occidentales         | 3 min 4 s 13      |
| 4    | Edward Jefferys Edgar Davis Gordon Day Malcolm Clive Spence   | Afrique du Sud             | 3 min 5 s 18      |
| 5    | Malcolm Yardley Barry Jackson John Wrighton Robbie Brightwell | Royaume-Uni                | 3 min 8 s 47      |
| 6    | René Weber Ernst Zaugg Hansruedi Bruder Christian Wägli       | Suisse                     | 3 min 9 s 55      |

## 20 km marche
| Rang | Athlète             | Pays                       | Temps             |
| ---- | ------------------- | -------------------------- | ----------------- |
| 1    | Vladimir Golubnichy | Union soviétique           | 1 h 34 min 7 s 2  |
| 2    | Noel Freeman        | Australie                  | 1 h 34 min 16 s 4 |
| 3    | Stan Vickers        | Royaume-Uni                | 1 h 34 min 56 s 4 |
| 4    | Dieter Lindner      | Équipe unifiée d'Allemagne | 1 h 35 min 33 s 8 |
| 5    | Norman Read         | Nouvelle-Zélande           | 1 h 36 min 59 s 0 |
| 6    | Lennart Back        | Suède                      | 1 h 37 min 17 s 0 |
| 7    | John Ljunggren      | Suède                      | 1 h 37 min 59 s 0 |
| 8    | Ladislav Moc        | Tchécoslovaquie            | 1 h 38 min 32 s 4 |

## 50 km marche
| Rang | Athlète              | Pays             | Temps                  |
| ---- | -------------------- | ---------------- | ---------------------- |
| 1    | Don Thompson         | Royaume-Uni      | 4 h 25 min 30 s 0 (OR) |
| 2    | John Ljunggren       | Suède            | 4 h 27 min 45 s 0      |
| 3    | Abdon Pamich         | Italie           | 4 h 27 min 55 s 4      |
| 4    | Aleksandr Shcherbina | Union soviétique | 4 h 31 min 44 s 0      |
| 5    | Thomas Misson        | Royaume-Uni      | 4 h 33 min 3 s 0       |
| 6    | Alex Oakley          | Canada           | 4 h 33 min 8 s 6       |
| 7    | Pino Dordoni         | Italie           | 4 h 33 min 27 s 2      |
| 8    | Zora Singh           | Inde             | 4 h 37 min 44 s 6      |

## Saut en hauteur
| Rang | Athlète            | Pays                       | Marque      |
| ---- | ------------------ | -------------------------- | ----------- |
| 1    | Robert Shavlakadze | Union soviétique           | 2,16 m (OR) |
| 2    | Valeriy Brumel     | Union soviétique           | 2,16 m (OR) |
| 3    | John Thomas        | États-Unis                 | 2,14 m      |
| 4    | Viktor Bolshov     | Union soviétique           | 2,14 m      |
| 5    | Stig Pettersson    | Suède                      | 2,09 m      |
| 6    | Charles Dumas      | États-Unis                 | 2,03 m      |
| 7    | Kjell-Ake Nilsson  | Suède                      | 2,03 m      |
| 7    | Jiří Lanský        | Tchécoslovaquie            | 2,03 m      |
| 7    | Theo Püll          | Équipe unifiée d'Allemagne | 2,03 m      |

| Rang | Athlète                | Pays             | Marque      |
| ---- | ---------------------- | ---------------- | ----------- |
| 1    | Iolanda Balaș          | Roumanie         | 1,85 m (OR) |
| 2    | Jarosława Jóźwiakowska | Pologne          | 1,71 m      |
| 2    | Dorothy Shirley        | Royaume-Uni      | 1,71 m      |
| 4    | Galina Dolya           | Union soviétique | 1,71 m      |
| 5    | Taisiya Chenchik       | Union soviétique | 1,68 m      |
| 6    | Inga-Britt Lorentzon   | Suède            | 1,65 m      |
| 6    | Frances Slapp          | Royaume-Uni      | 1,65 m      |
| 6    | Helen Frith            | Australie        | 1,65 m      |

## Saut à la perche
| Rang | Athlète         | Pays                       | Marque      |
| ---- | --------------- | -------------------------- | ----------- |
| 1    | Don Bragg       | États-Unis                 | 4,70 m (OR) |
| 2    | Ron Morris      | États-Unis                 | 4,60 m      |
| 3    | Eeles Landström | Finlande                   | 4,55 m      |
| 4    | Rolando Cruz    | Porto Rico                 | 4,55 m      |
| 5    | Günter Malcher  | Équipe unifiée d'Allemagne | 4,50 m      |
| 6    | Igor Petrenko   | Union soviétique           | 4,50 m      |
| 6    | Matti Sutinen   | Finlande                   | 4,50 m      |
| 8    | Rudolf Tomášek  | Tchécoslovaquie            | 4,50 m      |

## Saut en longueur
| Rang | Athlète             | Pays                       | Marque      |
| ---- | ------------------- | -------------------------- | ----------- |
| 1    | Ralph Boston        | États-Unis                 | 8,12 m (OR) |
| 2    | Bo Roberson         | États-Unis                 | 8,11 m      |
| 3    | Igor Ter-Ovanesyan  | Union soviétique           | 8,04 m      |
| 4    | Manfred Steinbach   | Équipe unifiée d'Allemagne | 8,00 m      |
| 5    | Jorma Valkama       | Finlande                   | 7,69 m      |
| 6    | Christian Collardot | France                     | 7,68 m      |
| 7    | Henk Visser         | Pays-Bas                   | 7,66 m      |
| 8    | Dmitry Bondarenko   | Union soviétique           | 7,58 m      |

| Rang | Athlète              | Pays                       | Marque      |
| ---- | -------------------- | -------------------------- | ----------- |
| 1    | Vera Krepkina        | Union soviétique           | 6,37 m (OR) |
| 2    | Elżbieta Krzesińska  | Pologne                    | 6,27 m      |
| 3    | Hildrun Claus        | Équipe unifiée d'Allemagne | 6,21 m      |
| 4    | Renate Junker        | Équipe unifiée d'Allemagne | 6,19 m      |
| 5    | Lyudmila Radchenko   | Union soviétique           | 6,16 m      |
| 6    | Helga Hoffmann       | Équipe unifiée d'Allemagne | 6,11 m      |
| 7    | Joke Bijleveld       | Pays-Bas                   | 6,11 m      |
| 8    | Valentina Shaprunova | Union soviétique           | 6,01 m      |

## Triple saut
| Rang | Athlète              | Pays                       | Marque       |
| ---- | -------------------- | -------------------------- | ------------ |
| 1    | Józef Szmidt         | Pologne                    | 16,81 m (OR) |
| 2    | Vladimir Goryayev    | Union soviétique           | 16,63 m      |
| 3    | Vitold Kreyer        | Union soviétique           | 16,43 m      |
| 4    | Ira Davis            | États-Unis                 | 16,41 m      |
| 5    | Vilhjálmur Einarsson | Islande                    | 16,37 m      |
| 6    | Ryszard Malcherczyk  | Pologne                    | 16,01 m      |
| 7    | Manfred Hinze        | Équipe unifiée d'Allemagne | 15,93 m      |
| 8    | Kari Rahkamo         | Finlande                   | 15,84 m      |

## Lancer du poids
| Rang | Athlète          | Pays                       | Marque  |
| ---- | ---------------- | -------------------------- | ------- |
| 1    | Bill Nieder      | États-Unis                 | 19,68 m |
| 2    | Parry O'Brien    | États-Unis                 | 19,11 m |
| 3    | Dallas Long      | États-Unis                 | 19,01 m |
| 4    | Viktor Lipsnis   | Union soviétique           | 17,90 m |
| 5    | Mike Lindsay     | Royaume-Uni                | 17,80 m |
| 6    | Alfred Sosgórnik | Pologne                    | 17,57 m |
| 7    | Dieter Urbach    | Équipe unifiée d'Allemagne | 17,47 m |
| 8    | Martyn Lucking   | Royaume-Uni                | 17,43 m |

| Rang | Athlète            | Pays                       | Marque  |
| ---- | ------------------ | -------------------------- | ------- |
| 1    | Tamara Press       | Union soviétique           | 17,32 m |
| 2    | Johanna Lüttge     | Équipe unifiée d'Allemagne | 16,61 m |
| 3    | Earlene Brown      | États-Unis                 | 16,42 m |
| 4    | Valerie Sloper     | Nouvelle-Zélande           | 16,39 m |
| 5    | Zinaida Doynikova  | Union soviétique           | 16,13 m |
| 6    | Renate Boy         | Équipe unifiée d'Allemagne | 15,94 m |
| 7    | Galina Zybina      | Union soviétique           | 15,56 m |
| 8    | Wilfriede Hoffmann | Équipe unifiée d'Allemagne | 15,14 m |

## Lancer du disque
| Rang | Athlète            | Pays             | Marque       |
| ---- | ------------------ | ---------------- | ------------ |
| 1    | Al Oerter          | États-Unis       | 59,18 m (OR) |
| 2    | Rink Babka         | États-Unis       | 58,02 m      |
| 3    | Dick Cochran       | États-Unis       | 57,16 m      |
| 4    | József Szécsényi   | Hongrie          | 55,79 m      |
| 5    | Edmund Piątkowski  | Pologne          | 55,12 m      |
| 6    | Viktor Kompaneyets | Union soviétique | 55,06 m      |
| 7    | Carmelo Rado       | Italie           | 54,00 m      |
| 8    | Kim Bukhantsov     | Union soviétique | 53,61 m      |

| Rang | Athlète              | Pays                       | Marque       |
| ---- | -------------------- | -------------------------- | ------------ |
| 1    | Nina Romashkova      | Union soviétique           | 55,10 m (OR) |
| 2    | Tamara Press         | Union soviétique           | 52,59 m      |
| 3    | Lia Manoliu          | Roumanie                   | 52,36 m      |
| 4    | Kriemhild Limberg    | Équipe unifiée d'Allemagne | 51,47 m      |
| 5    | Yevgeniya Kuznetsova | Union soviétique           | 51,43 m      |
| 6    | Earlene Brown        | États-Unis                 | 51,29 m      |
| 7    | Olga Fikotová        | États-Unis                 | 50,95 m      |
| 8    | Jiřina Němcová       | Tchécoslovaquie            | 50,12 m      |

## Lancer du marteau
| Rang | Athlète             | Pays             | Marque       |
| ---- | ------------------- | ---------------- | ------------ |
| 1    | Vasily Rudenkov     | Union soviétique | 67,10 m (OR) |
| 2    | Gyula Zsivótzky     | Hongrie          | 65,79 m      |
| 3    | Tadeusz Rut         | Pologne          | 65,64 m      |
| 4    | John Lawlor         | Irlande          | 64,95 m      |
| 5    | Olgierd Cieply      | Pologne          | 64,57 m      |
| 6    | Antun Bezjak        | Yougoslavie      | 64,21 m      |
| 7    | Anatoli Samotsvetov | Union soviétique | 63,60 m      |
| 8    | Harold Connolly     | États-Unis       | 63,59 m      |

## Lancer du javelot
| Rang | Athlète                | Pays                       | Marque  |
| ---- | ---------------------- | -------------------------- | ------- |
| 1    | Viktor Tsybulenko      | Union soviétique           | 84,64 m |
| 2    | Walter Krüger          | Équipe unifiée d'Allemagne | 79,36 m |
| 3    | Gergely Kulcsár        | Hongrie                    | 78,57 m |
| 4    | Vaino Kuisma           | Finlande                   | 78,40 m |
| 5    | Willy Rasmussen        | Norvège                    | 78,36 m |
| 6    | Knut Fredriksson       | Suède                      | 78,33 m |
| 7    | Zbigniew Radziwonowicz | Pologne                    | 77,31 m |
| 8    | Janusz Sidło           | Pologne                    | 76,46 m |

| Rang | Athlète          | Pays             | Marque       |
| ---- | ---------------- | ---------------- | ------------ |
| 1    | Elvīra Ozoliņa   | Union soviétique | 55,98 m (OR) |
| 2    | Dana Zátopková   | Tchécoslovaquie  | 53,78 m      |
| 3    | Birutė Kalėdienė | Union soviétique | 53,45 m      |
| 4    | Vlasta Pešková   | Tchécoslovaquie  | 52,56 m      |
| 5    | Urszula Figwer   | Pologne          | 52,33 m      |
| 6    | Anna Wojtaszek   | Australie        | 51,15 m      |
| 7    | Sue Platt        | Royaume-Uni      | 51,01 m      |
| 8    | Alla Shastitko   | Union soviétique | 50,92 m      |

## Décathlon
| Rang | Athlète          | Pays                       | Performance    |
| ---- | ---------------- | -------------------------- | -------------- |
| 1    | Rafer Johnson    | États-Unis                 | 8 392 pts (OR) |
| 2    | Yang Chuan-kwang | Taïwan                     | 8 334 pts      |
| 3    | Vasili Kuznetsov | Union soviétique           | 7 809 pts      |
| 4    | Yuri Kutenko     | Union soviétique           | 7 567 pts      |
| 5    | Evert Kamerbeek  | Pays-Bas                   | 7 236 pts      |
| 6    | Franco Sar       | Italie                     | 7 195 pts      |
| 7    | Markus Kahma     | Finlande                   | 7 112 pts      |
| 8    | Klaus Grogorenz  | Équipe unifiée d'Allemagne | 7 032 pts      |

## Légende
Records et Performances
- AR : Record continental (area record)
- CR : Record des championnats (championship record)
- MR : Record du meeting (meet record)
- NR : Record national (national record)
- OR : Record olympique (olympic record)
- PR : Record paralympique (paralympic record)
- PB : Record personnel (personal best)
- SB : Meilleure performance personnelle de la saison (season's best)
- WL : Meilleure performance mondiale de l'année (world leader)
- WJR : Record du monde junior (world junior record)
- WR : Record du monde (world record)

Circonstances et Conditions
- DNF : N'a pas terminé (did not finish)
- DNS : N'a pas pris le départ (did not start)
- DQ : Disqualification (disqualification)
- NM : Aucun essai valable enregistré (No Mark)
- Q : Qualifié « directement » au prochain tour (ou à la prochaine compétition), lors d'une compétition majeure, grâce au classement ou à la réalisation des minima (automatic qualifier)
- q : Qualifié au prochain tour (ou à la prochaine compétition), lors d'une compétition majeure, grâce au repêchage ou à la réalisation de l'une des meilleures performances parmi celles des « non qualifiés directement » (grâce au meilleur temps ou à la meilleure distance par exemple) (secondary qualifier)